# فرهنگ‌نویسی برای زبان فارسی
فرهنگ‌نویسی برای زبان فارسی (به روسی: Лексикография персидского языка) کتابی از یوری آرانوویچ روبینچیک راجع به فرهنگ‌نویسی در زبان فارسی است. 

## نقد
نشست نقد و بررسی این کتاب روز ۱۶ مهر ۱۳۹۷ در سرای اهل قلم با حضور علی‌اشرف صادقی، محسن شجاعی (مترجم) و ساغر شریفی برگزار شد.
امید طبیب‌زاده نیز نقدی مفصل بر این کتاب نوشته‌است.